# Itame wawaria
Itame wawaria är en fjärilsart som beskrevs av Heyne 1869. Itame wawaria ingår i släktet Itame och familjen mätare. Inga underarter finns listade i Catalogue of Life.